# チェスター郡 (サウスカロライナ州)

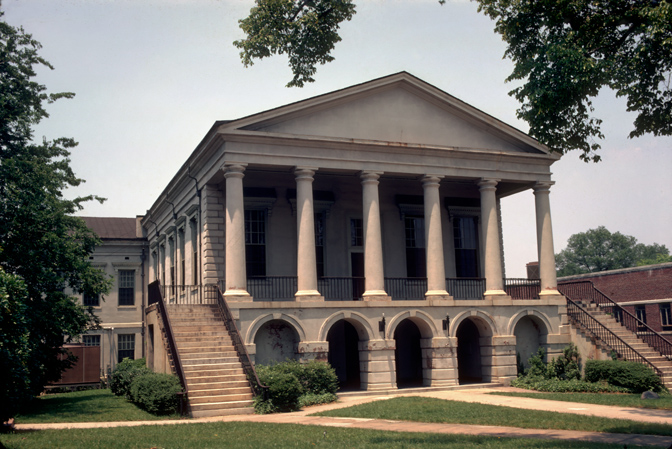
郡裁判所

チェスター郡（Chester County）は、アメリカ合衆国サウスカロライナ州に位置する郡である。人口は34,068人（2000年）。郡庁所在地はチェスターである。

## 地理

サウスカロライナ州内の位置

アメリカ合衆国統計局によると、この郡は総面積1,518 km2 (586 mi2) である。このうち1,504 km2 (581 mi2) が陸地で15 km2 (6 mi2) が水地域である。総面積の0.96%が水地域となっている。

## 人口動勢
2000年国勢調査で、この郡は人口34,068人、12,880世帯、及び9,338家族が暮らしている。人口密度は23/km2 (59/mi2) である。10/km2 (25/mi2) の平均的な密度に14,374軒の住宅が建っている。この郡の人種的な構成は白人59.93%、アフリカン・アメリカン38.65%、先住民0.33%、アジア0.28%、太平洋諸島系0.01%、その他の人種0.25%、及び混血0.55%である。ここの人口の0.75%はヒスパニックまたはラテン系である。
この郡内の住民は26.90%が18歳未満の未成年、18歳以上24歳以下が8.40%、25歳以上44歳以下が28.20%、45歳以上64歳以下が23.80%、及び65歳以上が12.70%にわたっている。中央値年齢は36歳である。女性100人ごとに対して男性は92.50人である。18歳以上の女性100人ごとに対して男性は87.60人である。
この郡内の世帯ごとの平均的な収入は32,425米ドルであり、家族ごとの平均的な収入は38,087米ドルである。男性は30,329米ドルに対して女性は21,570米ドルの平均的な収入がある。この郡の一人当たりの収入 (per capita income) は14,709米ドルである。人口の15.30%及び家族の11.90%は貧困線以下である。全人口のうち18歳未満の21.20%及び65歳以上の14.90%は貧困線以下の生活を送っている。

## 都市及び町
- チェスター (Chester)
- グレートフォールズ (Great Falls)
- リッチバーグ (Richburg)
- Eureka Mill
- Fort Lawn
- Gayle Mill
- Lowrys